# 61ª edizione dei Directors Guild of America Award
La 61ª edizione dei Directors Guild of America Award, presentata da Carl Reiner, si è tenuta il 31 gennaio 2009 all'Hyatt Regency Century Plaza di Los Angeles. Le nomination per il cinema sono state annunciate l'8 gennaio, quelle per i documentari, la televisione e la pubblicità sono state annunciate il 9 gennaio 2009.

## Cinema

### Film
- Danny Boyle – The Millionaire (Slumdog Millionaire)
- David Fincher – Il curioso caso di Benjamin Button (The Curious Case of Benjamin Button)
- Ron Howard – Frost/Nixon - Il duello (Frost/Nixon)
- Christopher Nolan – Il cavaliere oscuro (The Dark Knight)
- Gus Van Sant – Milk

### Documentari
- Ari Folman – Valzer con Bashir (ואלס עם באשיר)
- Gonzalo Arijón – Stranded: I've Come from a Plane that Crashed in the Mountains
- Elizabeth Farnsworth e Patricio Lanfranco Leverton – The Judge and the General
- Peter Gilbert e Steve James – At the Death House Door
- James Marsh – Man on Wire - Un uomo tra le Torri (Man on Wire)

## Televisione

### Serie drammatiche
- Dan Attias – The Wire per l'episodio Successioni (Transitions)
- Paris Barclay – In Treatment per l'episodio Alex - Ottava settimana (Alex: Week Eight)
- Jack Bender – Lost per l'episodio La costante (The Constant)
- Alan Taylor – Mad Men per l'episodio Il re della montagna (The Mountain King)
- Matthew Weiner – Mad Men per l'episodio Rivelazioni (Meditations in an Emergency)

### Serie commedia
- Paul Feig – The Office per l'episodio A cena da Michael (Dinner Party)
- Paris Barclay – Weeds per l'episodio Shevah (The Three Coolers)
- Julian Farino – Entourage per l'episodio Una notte da sballo (Tree Trippers)
- Beth McCarthy-Miller – 30 Rock per l'episodio L'apparenza inganna (Reunion)
- Don Scardino – 30 Rock per l'episodio Do-Over

### Miniserie e film tv
- Jay Roach – Recount
- Bob Balaban – Bernard & Doris - Complici amici (Bernard and Doris)
- Tom Hooper – John Adams
- Kenny Leon – A Raisin in the Sun - Un grappolo di sole (A Raisin in the Sun)
- Mikael Salomon – Andromeda (The Andromeda Strain)

### Soap opera
- Larry Carpenter – Una vita da vivere (One Life To Live) per la puntata So You Think You Can Be Shane Morasco's Father?
- William Ludel –  General Hospital per la puntata Luke in Purgatory
- Owen Renfroe – General Hospital per la puntata Catch Me If You Can
- Noel Maxam – Il tempo della nostra vita (Days of Our Lives) per la puntata This Is It
- Herbert Stein – Il tempo della nostra vita (Days of Our Lives) per la puntata Airplane Crash Aftermath

### Varietà musicali
- Bucky Gunts – Cerimonia d'apertura dei Giochi della XXIX Olimpiade
- Louis J. Horvitz – 80ª edizione dei Premi Oscar
- Don Roy King – Saturday Night Live
- Chuck O'Neil – The Daily Show with Jon Stewart per la puntata del 26 agosto 2008
- Glenn Weiss – 62ª edizione dei Tony Award

### Reality/competition show
- Tony Croll – America's Next Top Model per la puntata del 27 febbraio 2008 New York City, Here We Come
- Scott Messick – Pros vs. Joes per la puntata del 24 gennaio 2008 Kurt Angle Kicks Some Joe Ass
- J. Rupert Thompson – Estate of Panic per la puntata del 19 novembre 2008 That Sinking Feeling
- Bertram Van Munster – The Amazing Race per la puntata del 12 ottobre 2008 Did You Push My Sports Bra Off the Ledge?
- Kent Weed – I Survived a Japanese Game Show per la puntata A Long Way From Home

### Programmi per bambini
- Amy Schatz – Classical Baby per l'episodio The Poetry Show
- Matthew Diamond – Camp Rock
- Paul Hoen – The Cheetah Girls: One World
- Shawn Ku – The American Mall
- Lev L. Spiro – Gli esploratori del tempo (Minutemen)

## Pubblicità
- Peter Thwaites – spot per Barclaycard (Waterslide), Guinness (Light Show)
- Fredrik Bond – spot per Levi's (First Time)
- David Fincher – spot per Nike (Fate), Apple (Hallway), Stand Up to Cancer (Stand Up For Something)
- Tom Kuntz – spot per FedEx (Carrier Pigeons), Skittles (Pinata), Xbox (Lips), Got Milk? (White Gold Is)
- Rupert Sanders – spot per Air Jordan (Clock Tower)

## Premi speciali

### Premio Frank Capra
- Kim Kurumada

### Premio Franklin J. Schaffner
- Scott Berger

### Robert B. Aldrich Service Award
- William M. Brady

### Premio per il membro onorario
- Roger Ebert